# Ilha de Brownsea
Ilha de Brownsea é uma pequena ilha na costa meridional da Grã-Bretanha.

## Local de escotismo
De 29 de julho a 9 de agosto de 1907, vinte rapazes e Robert Baden-Powell participaram no primeiro acampamento escuteiro da história.  O lugar era a Ilha de Brownsea, na baía de Poole na costa sul de Inglaterra. Sir Percy Everett, um participante do acampamento, recorda-se deste evento
“Durante o verão de 1907, o Chefe gradualmente foi completando seus planos para o acampamento. Ele teve bastante sorte por conseguir com um amigo, Sr. Charles van Raalte a cessão de uma porção da Ilha de Brownsea. A Ilha era ideal para a proposta. Ela tem aproximadamente duas milhas (3,22 km) de comprimento e uma milha (1,61 km) de largura, com muitos bosques e com dois lagos no centro e bastante do que nós chamávamos agora de “bom terreno escoteiro” e com um litoral no sudeste arenoso, onde o campo foi montado.

## Datas
29 de julho de 1907

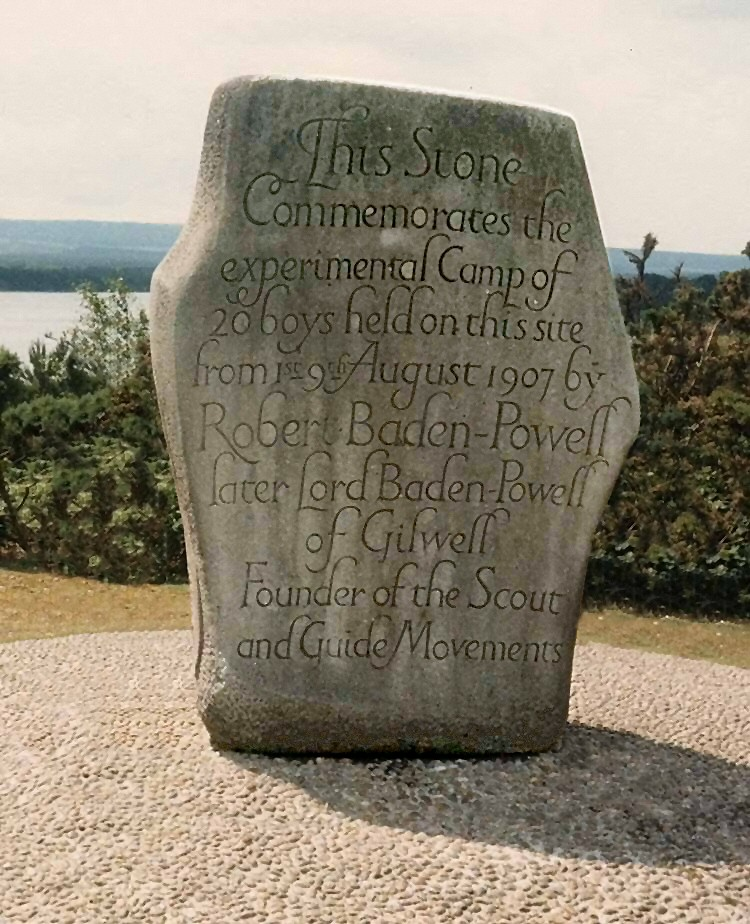
Pedra comemorativa do primeiro acampamento, colocada na Ilha de Brownsea

Baden Powell chega a Brownsea com 20 meninos, um dos quais o seu sobrinho de 9 anos a bordo do barco Hyacinth(em português "Arara"!)
Montagem do acampamento. 6 barracas brancas tipo "sino".
Uma barraca militar foi montada para intendência e cozinha.
30 de julho de 1907
Montagem do mastro no centro para as cerimônias.
Ao lado da barraca de BP ele com sua lança usada na caçada ao javali e pendurou a bandeira britânica que tremulava em Mafeking.
31 de julho de 1907
Os demais 8 meninos chegaram para completar 20 meninos. Tinham entre 12 e 17 anos. (havia mais o sobrinho órfão do BP de apenas 9 anos para atuar como seu ajudante.) Primeiro Fogo de Conselho de Brownsea e do movimento escoteiro! BP foi o líder, o contador de histórias, o puxador das músicas. Ele contou-lhes histórias da Índia e da África e deu algumas explicações sobre a programação do acampamento. O Fogo terminou lentamente finalizando com orações.
1 de agosto de 1907
Oficialmente início do acampamento e conhecido como o 1o dia. Seguem as atividades como descrito abaixo.
Os 20 garotos foram divididos em 4 patrulhas: Maçarico, Corvo, Lobo e Touro (o sobrinho de Powell foi nomeado ajudante).
8 de agosto de 1907
Término do acampamento. Foi um dia de atividades esportivas. Terminou com um cabo-de-guerra entre os passarinhos (Maçarico e Corvo) contra os "animais" (Lobo e Touro). Os pássaros venceram.